# Xysticus chui
Xysticus chui is een spinnensoort uit de familie van de krabspinnen (Thomisidae).
De wetenschappelijke naam van de soort werd in 1992 gepubliceerd door Hirotsugu Ono.